# Чрний Поток-при-Драгі
Чрний Поток-при-Драгі (словен. Črni Potok pri Dragi) — поселення в общині Лошкий Поток, регіон Південно-Східна Словенія, Словенія. Висота над рівнем моря: 474,6 м.